# Oscarsgalan 1969
Oscarsgalan 1969 som hölls 14 april 1969 var den 41:a upplagan av Oscarsgalan där det prestigefyllda amerikanska filmpriset Oscar delades ut till filmer som kom ut under 1968.

## Priskategorier

### Bästa film
Vinnare:
Oliver! - John Woolf
Övriga nominerade:
Funny Girl - Ray Stark
Så tuktas ett lejon - Martin Poll
Rachel, Rachel - Paul Newman
Romeo och Julia - Anthony Havelock-Allan, John Brabourne

### Bästa manliga huvudroll
Vinnare:
Charly - Cliff Robertson (närvarade inte vid ceremonin)
Övriga nominerade:
Hjärtat jagar allena - Alan Arkin
Fixaren - Alan Bates
Oliver! - Ron Moody
Så tuktas ett lejon - Peter O'Toole

### Bästa kvinnliga huvudroll
Vinnare:
Så tuktas ett lejon - Katharine Hepburn (oavgjort)
Funny Girl - Barbra Streisand (oavgjort)
Övriga nominerade:
The Subject Was Roses - Patricia Neal
Isadora - Vanessa Redgrave
Rachel, Rachel - Joanne Woodward

### Bästa manliga biroll
Vinnare:
The Subject Was Roses - Jack Albertson
Övriga nominerade:
Faces - Seymour Cassel
Star! - Daniel Massey
Oliver! - Jack Wild
Det våras för Hitler - Gene Wilder

### Bästa kvinnliga biroll
Vinnare:
Rosemarys baby - Ruth Gordon
Övriga nominerade:
Faces - Lynn Carlin
Hjärtat jagar allena - Sondra Locke
Funny Girl - Kay Medford
Rachel, Rachel - Estelle Parsons

### Bästa regi
Vinnare:
Oliver! - Carol Reed
Övriga nominerade:
Så tuktas ett lejon - Anthony Harvey
2001 – Ett rymdäventyr - Stanley Kubrick
Slaget om Alger - Gillo Pontecorvo
Romeo och Julia - Franco Zeffirelli

### Bästa originalmanus
Vinnare:
Det våras för Hitler - Mel Brooks
Övriga nominerade:
Slaget om Alger - Franco Solinas, Gillo Pontecorvo
Faces - John Cassavetes
Härliga miljoner - Ira Wallach, Peter Ustinov
2001 – Ett rymdäventyr - Stanley Kubrick, Arthur C. Clarke

### Bästa manus efter förlaga
Vinnare:
Så tuktas ett lejon - James Goldman
Övriga nominerade:
Omaka par - Neil Simon
Oliver! - Vernon Harris
Rachel, Rachel - Stewart Stern
Rosemarys baby - Roman Polanski

### Bästa foto
Vinnare:
Romeo och Julia - Pasqualino De Santis
Övriga nominerade:
Funny Girl - Harry Stradling Sr.
Polarstation Zebra svarar ej - Daniel L. Fapp
Oliver! - Oswald Morris
Star! - Ernest Laszlo

### Bästa scenografi
Vinnare:
Oliver! - John Box, Terence Marsh, Vernon Dixon, Ken Muggleston
Övriga nominerade:
Fiskarens skor - George W. Davis, Edward C. Carfagno
Star! - Boris Leven, Walter M. Scott, Howard Bristol
2001 – Ett rymdäventyr - Anthony Masters, Harry Lange, Ernest Archer
Krig och fred - Mikhail Bogdanov, Gennadi Myasnikov, Georgi Koshelev, V. Uvarov

### Bästa kostym
Vinnare:
Romeo och Julia - Danilo Donati
Övriga nominerade:
Så tuktas ett lejon - Margaret Furse
Oliver! - Phyllis Dalton
Apornas planet - Morton Haack
Star! - Donald Brooks

### Bästa ljud
Vinnare:
Oliver! -  (Shepperton SSD)
Övriga nominerade:
Bullitt -  (Warner Bros.-Seven Arts SSD)
Finian's Rainbow -  (Warner Bros.-Seven Arts SSD)
Funny Girl -  (Columbia SSD)
Star! -  (20th Century-Fox SSD)

### Bästa klippning
Vinnare:
Bullitt- Frank P. Keller
Övriga nominerade:
Funny Girl - Robert Swink, Maury Winetrobe, William Sands
Omaka par - Frank Bracht
Oliver! - Ralph Kemplen
Wild in the Streets - Fred R. Feitshans Jr., Eve Newman

### Bästa specialeffekter
Vinnare:
2001 – Ett rymdäventyr - Stanley Kubrick
Övriga nominerade:
Polarstation Zebra svarar ej - Hal Millar, J. McMillan Johnson

### Bästa sång
Vinnare:
Äventyraren Thomas Crown - Michel Legrand (musik), Alan Bergman (text), Marilyn Bergman (text) för "The Windmills of Your Mind"
Övriga nominerade:
Chitty Chitty Bang Bang - Richard M. Sherman, Robert B. Sherman för "Chitty Chitty Bang Bang"
Fästman sökes - Quincy Jones (musik), Bob Russell (text) för "For Love of Ivy"
Funny Girl - Jule Styne (musik), Bob Merrill (text) för "Funny Girl"
Star! - Jimmy Van Heusen (musik), Sammy Cahn (text) för "Star"

### Bästa filmmusik i en musikal
Vinnare:
Oliver! - Johnny Green
Övriga nominerade:
Finian's Rainbow - Ray Heindorf
Funny Girl - Walter Scharf
Star! - Lennie Hayton
Flickorna i Rochefort - Michel Legrand, Jacques Demy

### Bästa filmmusik, ej musikal
Vinnare:
Så tuktas ett lejon - John Barry
Övriga nominerade:
Räven - Lalo Schifrin
Apornas planet - Jerry Goldsmith
Fiskarens skor - Alex North
Äventyraren Thomas Crown - Michel Legrand

### Bästa kortfilm
Vinnare:
Robert Kennedy Remembered - Charles Guggenheim
Övriga nominerade:
De Düva: The Dove - George Coe, Sidney Davis, Anthony Lover
Pas de deux -  National Film Board of Canada
Prelude - John Astin

### Bästa animerade kortfilm
Vinnare:
Nalle Puh och den stormiga dagen - Walt Disney (postum vinst)
Övriga nominerade:
La maison de Jean-Jacques - Wolf Koenig, Jim Mackay
The Magic Pear Tree - Jimmy T. Murakami
Windy Day - John Hubley, Faith Hubley

### Bästa dokumentära kortfilm
Vinnare:
Why Man Creates - Saul Bass
Övriga nominerade:
The House That Ananda Built - Fali Bilimoria
The Revolving Door - Lee R. Bobker
A Space to Grow - Thomas P. Kelly Jr.
A Way Out of the Wilderness - Dan E. Weisburd

### Bästa dokumentärfilm
Vinnare:
Journey Into Self - Bill McGaw (tilldelades vinsten efter att den tidigare vinnaren Young Americans diskvalificerats)
Övriga nominerade:
A Few Notes on Our Food Problem - James Blue
Legendary Champions - William Cayton
Other Voices - David H. Sawyer
Young Americans - Robert Cohn, Alexander Grasshoff

### Bästa utländska film
Vinnare:
Krig och fred (Ryssland)
Övriga nominerade:
A Pál utcai fiúk (Ungern)
Det brinner, min sköna (Tjeckoslovakien)
La ragazza con la pistola (Italien)
Stulna kyssar (Frankrike)

### Heders-Oscar
Apornas planet - John Chambers för sminket
Oliver! - Onna White för koreografin

### Jean Hersholt Humanitarian Award
Martha Raye

### Delat pris
Priset för bästa kvinnliga huvudroll delades mellan Katherine Hepburn och Barbra Streisand; de båda hade fått exakt lika många röster var av juryn.